# Bounty Bay

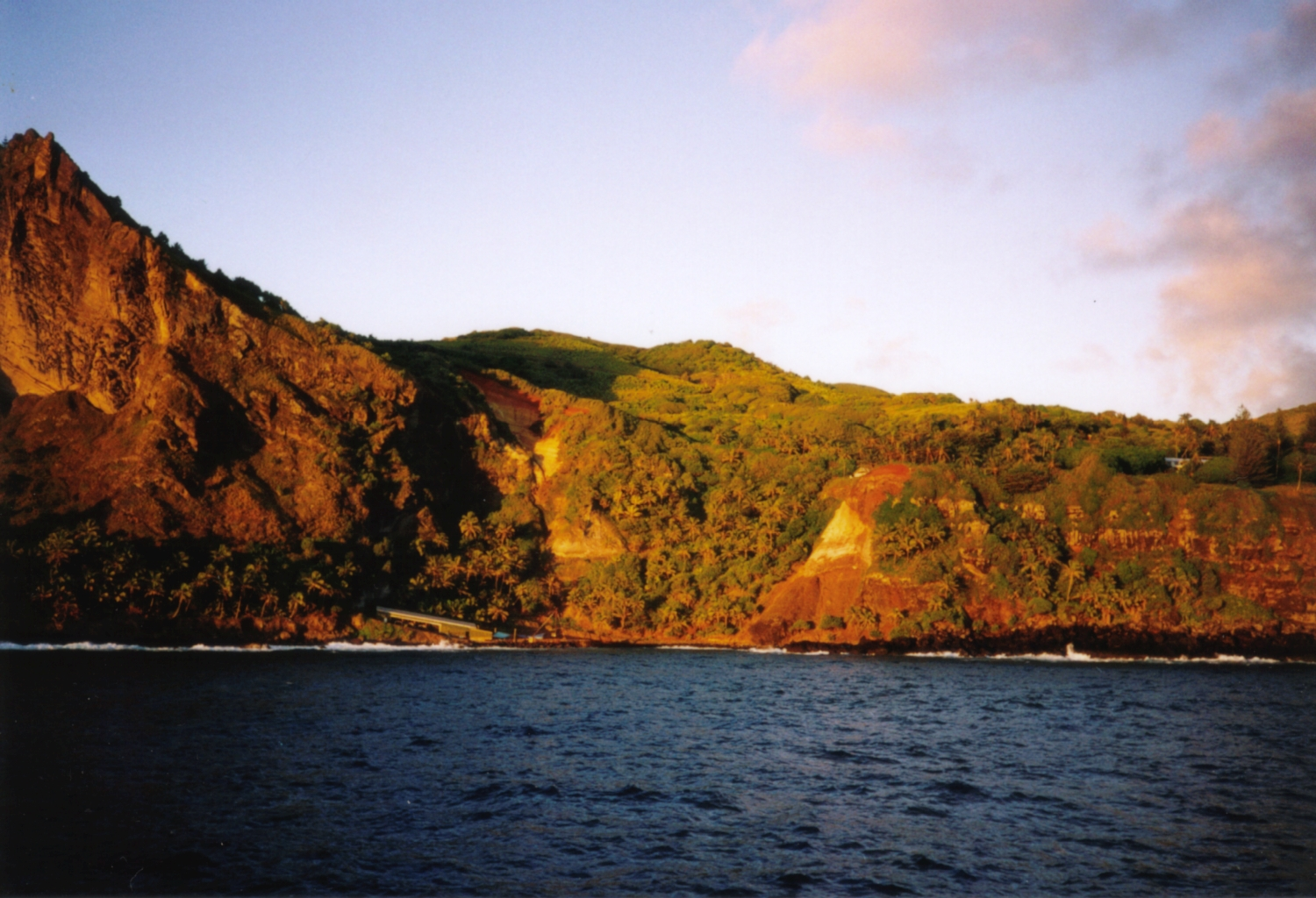
Bounty Bay; przystań widoczna pośrodku, z prawej nad urwiskiem domostwa osady Adamstown, z lewej Pawala Valley Ridge, najwyższy szczyt wyspy.

Bounty Bay – niewielka, otwarta zatoka u północnego brzegu wyspy Pitcairn, będąca częścią Oceanu Spokojnego.
Nazwa zatoki pochodzi od brytyjskiego okrętu HMS Bounty, który zbuntowana załoga spaliła w tym miejscu. Bunt na HMS Bounty był tematem kilku filmów i powieści. Obecni mieszkańcy wyspy są w większości potomkami buntowników. 
Podróżni przybywający na wyspę zmuszeni są do korzystania z jedynej przystani mieszczącej się właśnie w tej zatoce. Przystań jest mała i podczas większego falowania niemal niedostępna. Wyspiarze mają tam kilka dużych, szybkich łodzi przechowywanych w krytym hangarze i spuszczanych na wodę jedynie przy sprzyjającej pogodzie.